# Agenor
Az Agenor görög eredetű férfinév. Jelentése: bátor.

## Gyakorisága
Az 1990-es években szórványosan fordult elő. A 2000-es és a 2010-es években nem szerepel a 100 leggyakrabban adott férfinév között.
A teljes népességre vonatkozóan a 2000-es és a 2010-es években az Agenor nem szerepelt a 100 leggyakrabban viselt férfinév között.

## Névnapok
- augusztus 18.[2]

## Híres Agenorok
- viccek hőseként (Arisztid és Agenor), gazdag, buta fiatalember.